# František Helfrýd Voračický z Paběnic
František Helfrýd Voračický z Paběnic (německy Franz Hellfried Woracziczky von Babienitz * 23. listopadu 1677 - ?) byl český šlechtic z rodu Voračických z Paběnic, od roku 1704 s titulem říšského hraběte. Zastával vysoké úřednické funkce v Českém království a sepsal několik historicko-genealogických pojednání.

## Život
Narodil se 23. listopadu 1677 jako syn Jana Lipolta Voračického z Paběnic a jeho třetí manželky Terezie Antonie, rozené z Kaiserštejna. Měl dva vlastní bratry Vojtěcha Ferdinanda a Leopolda Karla a nevlastního Antonína z otcova druhého manželství.
V roce 1698 se stal dědičným českým místodržitelem, zastával úřady císařského rady, komorníka, přísedícího komorního a dvorního lenního soudu a hejtmana Loketského kraje. Nejméně v letech 1701 a 1706 byl účastníkem českého zemského sněmu.
Se svými bratry Vojtěchem Ferdinandem a Leopoldem Karlem († 1705) byl za zásluhy v boji proti Francouzům císařským diplomem 21. srpna 1704 povýšen do českého hraběcího stavu.
František Helfrýd měl rozsáhlé vědomosti v oblasti genealogie a heraldiky, což se projevilo v jeho spisech o historii jeho rodu, ze kterého vyplývá, že se zabýval genealogickým výzkumem české šlechty celkově.
V roce 1710 nechal zrestaurovat rodovou hrobku ve františkánském kostele sv. Kateřiny v Jindřichově Hradci a pro sebe nechal vytvořit náhrobek ve františkánském kostele Panny Marie Sněžné na Novém Městě v Praze.

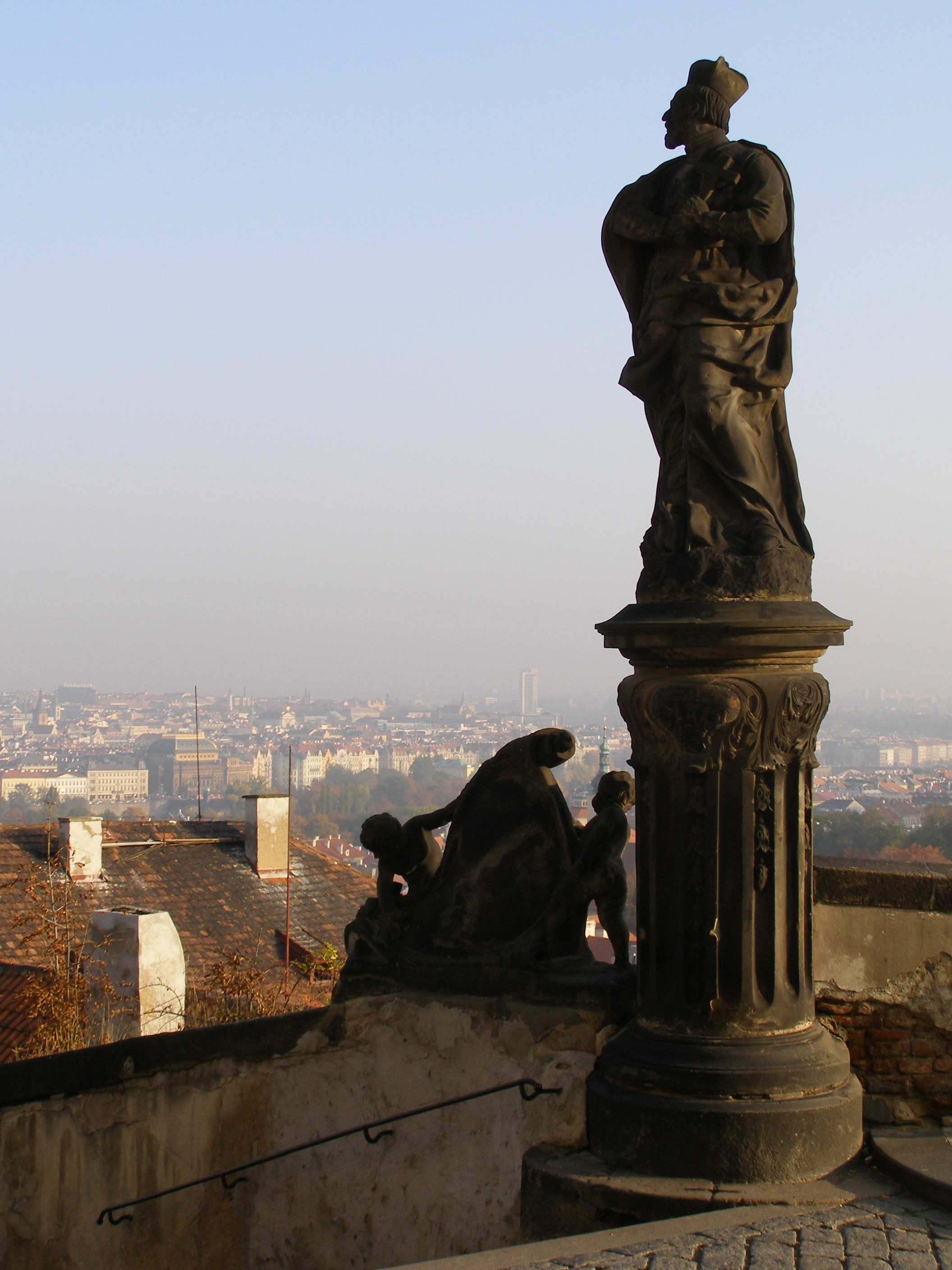
Dnešní socha sv. Filipa Nerejského na Hradčanském náměstí

V roce 1714 podal žádost o svolení postavit sochu Jana Sarkandera o jehož svatořečení se tehdy uvažovalo. Toto povolení mu bylo uděleno a socha byla postavena v Praze na Hradčanském náměstí, v blízkosti arcibiskupského paláce. V roce 1764 však byla socha přemístěna na dnešní místo u Zámeckých schodů a nahrazen sochou svatého Filipa Nerejského. Názory na autorství se liší. Na soklu se nachází zřetelný nápis OPUS JOAN. BROKOFF. Janu Brokoffovi připisuje plastiku Oskar Pollak či Karel B. Mádl. František Ekert uvádí však jako autory otce Jana i syna Ferdinanda Maxmiliána. Emanuel Poche připisuje sochu Michalu Josefu Brokoffovi, Oldřich J. Blažíček pokládá za autora Ferdinanda Maxmiliána Brokoffa. Na štítku pod sochou je latinský nápis: František Voračický, sv. říše římské hrabě a pán na Paběnicích, J. c. M. komorník a rada, zhotoviti dal r. 1715 a dále erb Františka Voračického s monogramy Ferdinanda III. a Leopolda I.

### Rodina
Hrabě František Helfrýd byl dvakrát ženatý, poprvé od roku 1700 s Annou Markétou hraběnkou Stubickovou, která však zemřela již 15. května 1702. Podruhé byl ženat od 2. září 1704 se starší Maxmilianou Zárubovou z Hustířan (* 1660), vdovou po Antonínu Libštejnském z Kolovrat. Přesto však František Helfrýd nezanechal žádné potomky.

## Spisy
František Helfrýd Voračický je také autorem následujících spisů:
- „Generalbeschreibung des uralten gräflichen und herrlichen Woracziczki’schen Geschlechtes aus der k. Landtafel, alten Memorien, Autoribus und Grabsteinen zusammengestellt“ (Praha 1705, Fol.)
- „Kurzer Begriff und Inhalt des Lebens des ehrwürdigen Priesters Johann Sarcander“ (Praha 1711, 8°.)
- „Genealogia Comitum Woracziczky de Pabenic“ (Praha 1716, Fol.) - s podporou jezuity Michaela Adama Franka
- „Syntagma historico-genealogicum domus S. R. I. comitum et baronum Woracziczky de Pabenic“ (Praha 1716, Fol.).
- „Antiquissimarum et praecipuarum regni Bohemiae familiarum geminis coloribus depicta insignia magna diligentia combinata sunt a me Francisco Hellfrido Woracziczky de Pabienicz“.